# Chrysometa carmelo
Chrysometa carmelo là một loài nhện trong họ Tetragnathidae.
Loài này thuộc chi Chrysometa. Chrysometa carmelo được Herbert W. Levi miêu tả năm 1986.